# ARV Zamora
El ARV Zamora (antes Cañonero-torpedero Filipinas de la Armada española) fue un transporte de la Armada Venezolana de principio del siglo XX.

## Historia
El Cañonero-torpedero Filipinas fue la primera construcción del astillero gaditano Vea Murguía Hermanos, su terminación se demoraría mucho más de la cuenta, debido sobre todo a los defectos de sus máquinas y calderas, que obligaron al astillero a solicitar varias prórrogas en tanto se intentaban solventarlos. El buque fue recibido finalmente con carácter provisional por la Armada Española el 9 de abril de 1895.
Dispuesta su marcha a Cuba con urgencia, el Filipinas dejó Cádiz el 31 de mayo de 1895 para dirigirse a Las Palmas de Gran Canaria, presentando averías en máquinas y calderas que le impidieron proseguir el viaje, que reanudó en la primavera de 1896. Sin embargo tras nuevas  averías,  fue remolcado desde la colonia francesa de Guayana a La Habana por el transporte Legazpi.
Durante la guerra del 98 permaneció fondeado en La Habana, prestando sus cañones a las baterías del puerto
Tras la contienda fue remolcado hasta la Martinica, donde se vendió en junio de 1899 a los Estados Unidos de Venezuela, en cuya marina adoptó el nombre de Zamora

## Servicio en Venezuela
En 1900 es sometido  a reparaciones de gran envergadura en Trinidad donde es reconvertido en buque de transporte de tropas artillado.
Fue víctima del Bloqueo naval a Venezuela de 1902-1903, en julio de 1903 llevó las tropas del gobierno y participó en el bloqueo naval a Ciudad Bolívar durante la Revolución Libertadora. 
A partir del 8 de mayo de 1914, fue sede junto al crucero Mariscal Sucre y al crucero General Salom de los estudios a bordo de los Cadetes de la Escuela Naval de Venezuela, en septiembre de 1917 se desmonta la artillería y se desembarca su armamento individual y es arrendado a la Compañía Anónima de Navegación Fluvial y Costanera de Venezuela.
Desde 1937 a 1940 fue sede de la Escuela de Grumetes en Puerto Cabello